# Villers-Outréaux
Pour les articles homonymes, voir Villers.
Villers-Outréaux est une commune française située dans le département du Nord en région Hauts-de-France. Ses habitants s'appellent les Villersois. L'activité principale de la commune est la broderie, introduite au XIXe siècle, et dont Villers-Outréaux est devenue la capitale nationale.

## Géographie

### Localisation
La commune de Villers-Outréaux se situe dans le sud du département du Nord, à la frontière du département de l'Aisne, au centre d'un triangle constitué par les villes de Cambrai, à 16,4 km, Caudry à 12,5 km et Saint-Quentin à 20,7 km à vol d'oiseau

### Communes limitrophes
| Crèvecœur-sur-l'Escaut |                  | Malincourt |
| Aubencheul-aux-Bois    | Villers-Outréaux |            |
| Gouy                   |                  | Beaurevoir |

### Hydrographie

#### Réseau hydrographique
La commune est située dans le bassin Artois-Picardie. Elle est drainée par la Saint-Liévain, le Catelet et le Malincourt,,.
Le ruisseau de Sargrenon prend sa source à la limite des finages des communes de Villers-Outréaux et de Malincourt. Il coule vers le nord pour rejoindre, à Esnes, la Warnelle, affluent de rive droite de l'Escaut. Un autre ruisseau, intermittent, prend sa source à Villers-Outréaux et s'écoule vers le sud, pour se jeter dans l'Escaut à Gouy (Aisne).

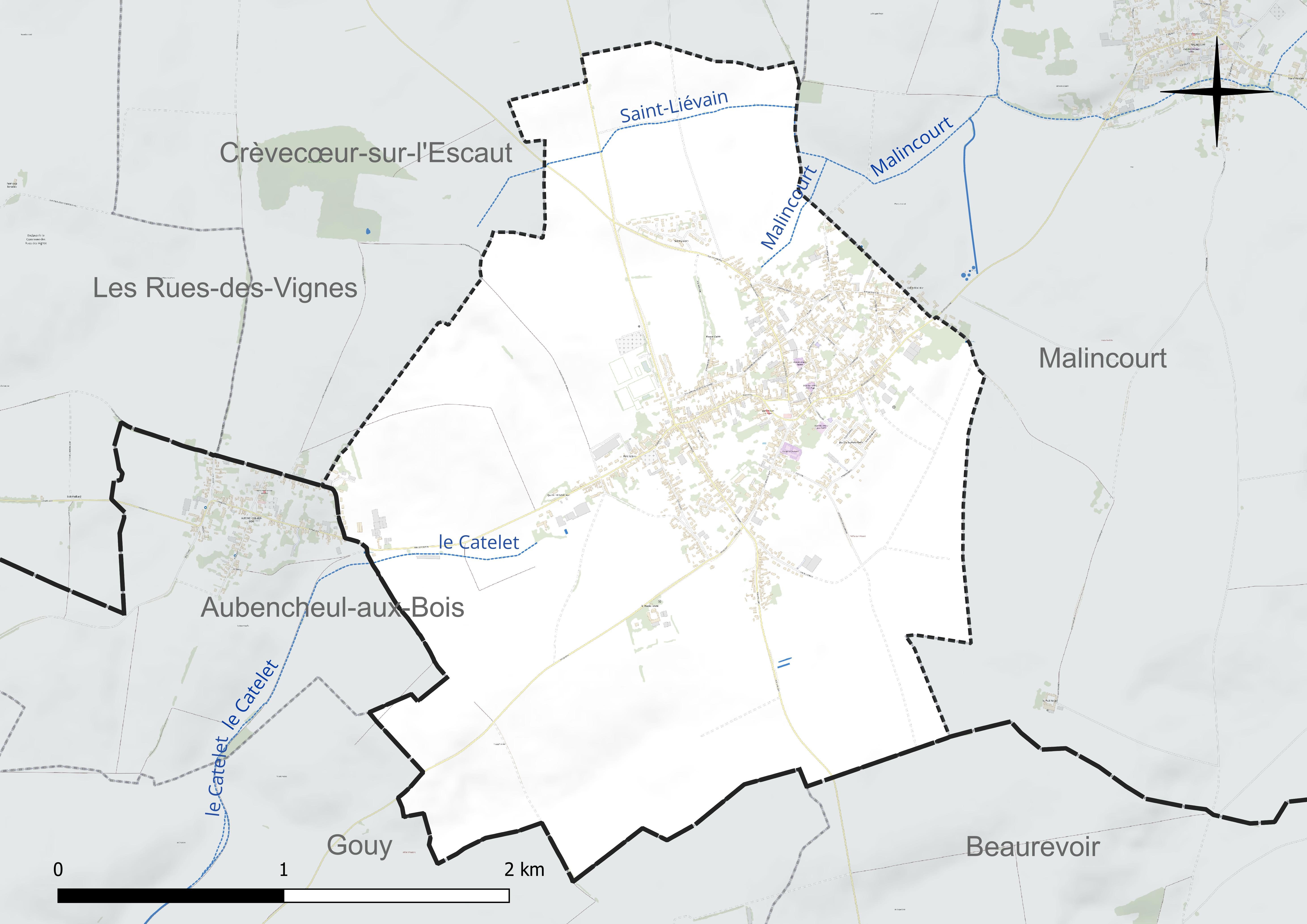
Réseau hydrographique de Villers-Outréaux.

#### Gestion et qualité des eaux
Le territoire communal est couvert par le schéma d'aménagement et de gestion des eaux (SAGE) « Escaut ». Ce document de planification concerne un territoire de 2 005 km2 de superficie, délimité par le bassin versant de l'Escaut. Le périmètre a été arrêté le 9 juin 2006 et le SAGE proprement dit a été approuvé le 13 juillet 2021. La structure porteuse de l'élaboration et de la mise en œuvre est le syndicat mixte Escaut et Affluents (SyMEA). 
La qualité des cours d'eau peut être consultée sur un site dédié géré par les agences de l'eau et l'Agence française pour la biodiversité. 

### Climat
Pour des articles plus généraux, voir Climat des Hauts-de-France et Climat du Nord.
En 2010, le climat de la commune est de type climat océanique dégradé des plaines du Centre et du Nord, selon une étude du CNRS s'appuyant sur une série de données couvrant la période 1971-2000. En 2020, Météo-France publie une typologie des climats de la France métropolitaine dans laquelle la commune est dans une zone de transition entre le climat océanique et le climat océanique altéré et est dans la région climatique  Nord-est du bassin Parisien, caractérisée par un ensoleillement médiocre, une pluviométrie moyenne régulièrement répartie au cours de l'année et un hiver froid (3 °C).
Pour la période 1971-2000, la température annuelle moyenne est de 9,9 °C, avec une amplitude thermique annuelle de 14,8 °C. Le cumul annuel moyen de précipitations est de 745 mm, avec 12 jours de précipitations en janvier et 9 jours en juillet. Pour la période 1991-2020, la température moyenne annuelle observée sur la station météorologique la plus proche, située sur la commune d'Épehy à 13 km à vol d'oiseau, est de 10,6 °C et le cumul annuel moyen de précipitations est de 752,8 mm,. Pour l'avenir, les paramètres climatiques de la commune estimés pour 2050 selon différents scénarios d'émission de gaz à effet de serre sont consultables sur un site dédié publié par Météo-France en novembre 2022.

### Voies de communication et transports
La commune est située à l'intersection des routes départementales D16, D76, D76A et D96. La D644 (dans le département du Nord) ou D1044 (dans le département de l'Aisne) qui relie Saint-Quentin à Cambrai est à environ 2 km à l'ouest.
Jusqu'en 1955, Villers-Outréaux était desservie par le réseau ferré du C.F.C., Chemins de Fer du Cambrésis de Caudry à Saint-Quentin.
Villers-Outréaux est desservie par deux lignes d'autocar du réseau CambrésiX, groupement composé de six entreprises de transport locales, vers Cambrai et Caudry.

## Urbanisme

### Typologie
Au 1er janvier 2024, Villers-Outréaux est catégorisée bourg rural, selon la nouvelle grille communale de densité à sept niveaux définie par l'Insee en 2022.
Elle appartient à l'unité urbaine de Villers-Outréaux, une unité urbaine monocommunale constituant une ville isolée,. Par ailleurs la commune fait partie de l'aire d'attraction de Cambrai, dont elle est une commune de la couronne,. Cette aire, qui regroupe 64 communes, est catégorisée dans les aires de 50 000 à moins de 200 000 habitants,.

### Occupation des sols
L'occupation des sols de la commune, telle qu'elle ressort de la base de données européenne d'occupation biophysique des sols Corine Land Cover (CLC), est marquée par l'importance des territoires agricoles (79,7 % en 2018), en diminution par rapport à 1990 (80,7 %). La répartition détaillée en 2018 est la suivante : 
terres arables (79,7 %), zones urbanisées (20,3 %). L'évolution de l'occupation des sols de la commune et de ses infrastructures peut être observée sur les différentes représentations cartographiques du territoire : la carte de Cassini (XVIIIe siècle), la carte d'état-major (1820-1866) et les cartes ou photos aériennes de l'IGN pour la période actuelle (1950 à aujourd'hui).

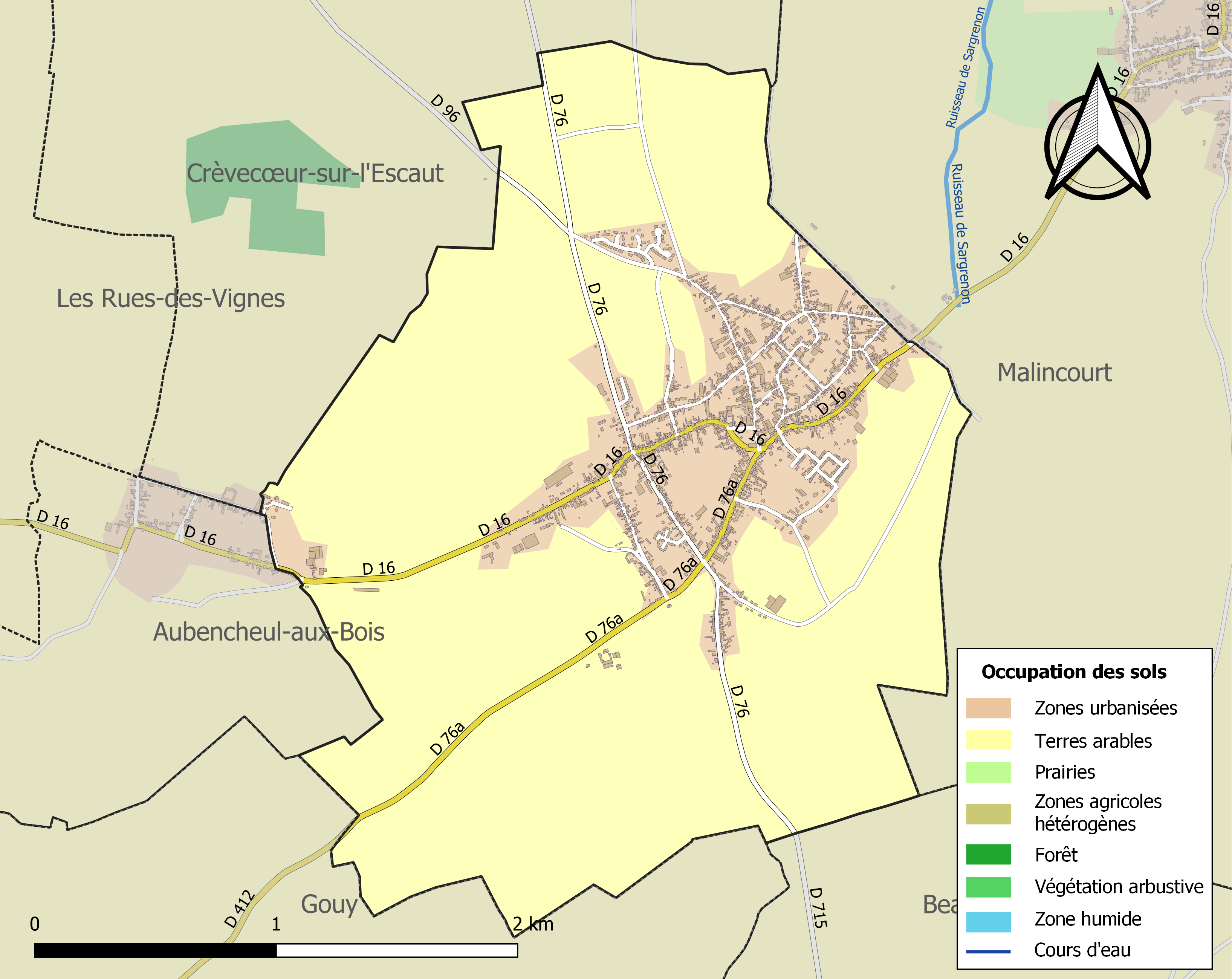
Carte des infrastructures et de l'occupation des sols de la commune en 2018 (CLC).

### Logement
En 2009, le nombre total de logements dans la commune était de 945, alors qu'il était de 917 en 1999.
Parmi ces logements, 89,8 % étaient des résidences principales, 0,9 % des résidences secondaires et 9,3 % des logements vacants. Ces logements étaient pour 98,2 % d'entre eux des maisons individuelles et pour 1,7 % des appartements.
La proportion des résidences principales, propriétés de leurs occupants était de 73,7 %, stable par rapport à 1999 (73,2 %). La part de logements HLM loués vides (logements sociaux) était de 6,3 % contre 4,8 % en 1999.

## Toponymie
Le nom Villers vient du latin villa, qui désigne une habitation ou exploitation rurale. Villers[-Guislain] et Villers[-Outréaux] dépendaient au Moyen Âge de l'abbaye d'Honnecourt. Pour les distinguer on leur ajouta les noms de Guilain et de Regnard, ce dernier devenant plus tard, en raison de sa situation de l'autre côté de l'Escaut par rapport à Honnecourt, « outre eau ».

## Histoire
Le village était une dépendance de l'abbaye Saint-Pierre de Honnecourt.
Comme souvent dans la région à l'époque, les routes sont longtemps restées en très mauvais état, faute d'entretien et de moyens financiers pour le faire. Dans le passé, on privilégie souvent la voie d'eau pour se déplacer lorsque c'est possible. En septembre 1790, au moment de la Révolution française, les officiers municipaux du village se plaignent que la rue du village soit inaccessible aux voitures, voire aux gens à pied, ce qui cause un grand préjudice à l'agriculture car les engrais restent souvent dans les cours.

### La broderie mécanique à Villers-Outréaux

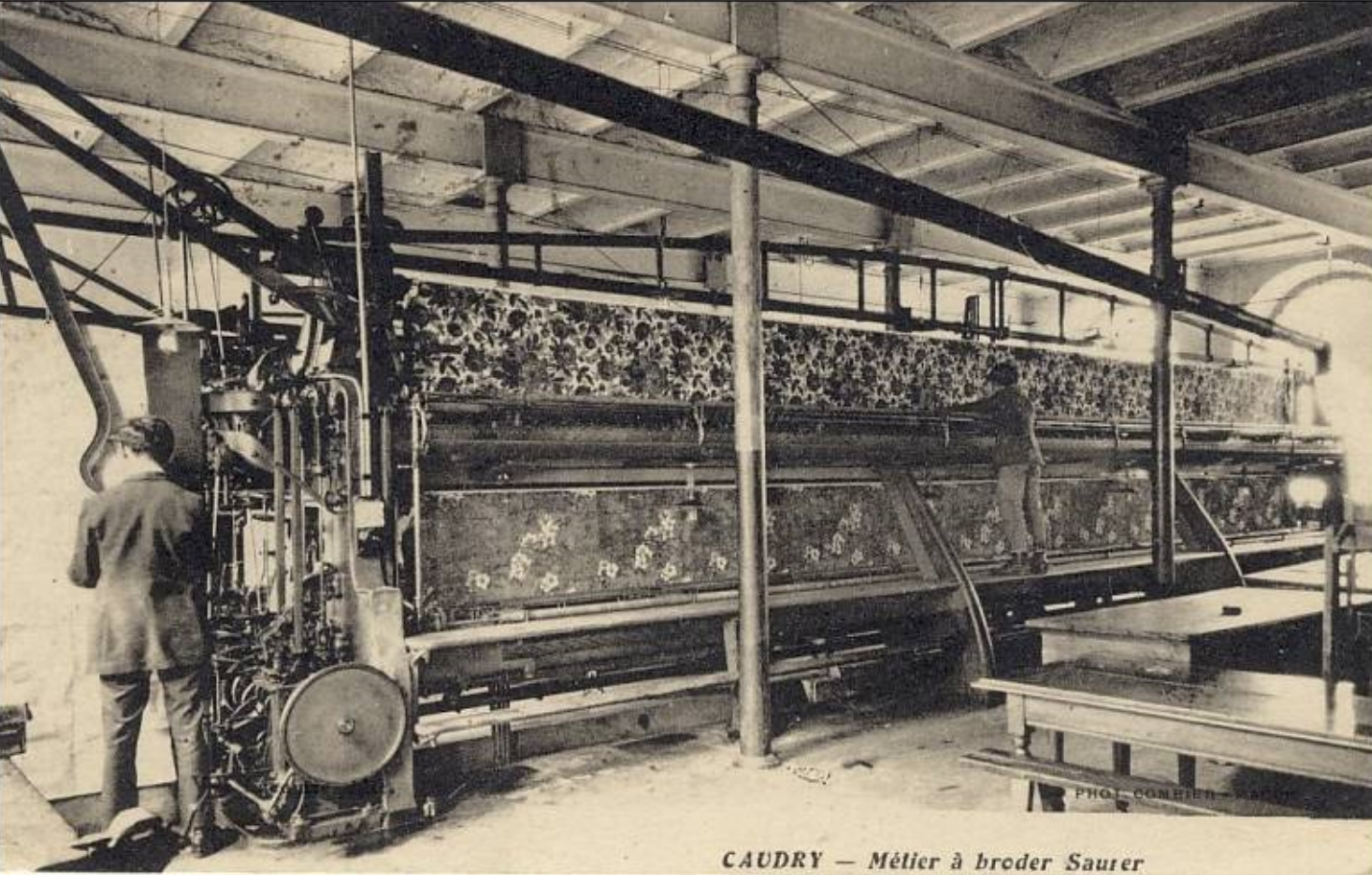
Un métier à broder installé à Caudry

Comme dans de nombreux villages du Cambrésis, il existait à Villers-Outréaux avant la révolution industrielle une tradition de tissage à domicile. Au début de la Révolution française, environ 400 métiers à tisser produisaient des gazes et des batistes. C'est sur cette tradition industrielle que s'installa l'industrie de la broderie mécanique. Les abbayes voisines de Vaucelles et de Honnecourt avaient encouragé cette vocation textile,.
La broderie mécanique apparaît vers la fin du XIXe siècle avec les métiers à bras, qui permettent de reproduire fidèlement le mouvement de la brodeuse à la main. Les premiers métiers mécaniques à broder en provenance de Saint-Gall sont installés à Saint-Quentin en 1868, et essaiment vers Beaurevoir, puis à Villers-Outréaux, où Jean-Baptiste Richez installe en 1878 le premier métier à bras, et Caudry,.
Ces métiers à bras sont remplacés par des métiers automatiques de type Jacquard dans les premières années du XXe siècle. Les premiers sont installés à Caudry en 1906 et à Villers-Outréaux en 1910.
Actuellement la commune possède à elle seule 50 % du total des métiers de broderie mécanique en France, et en comptant les communes voisines, 76 %.

## Politique et administration

### Administration municipale
La population de la commune étant comprise entre 1 500 habitants et 2 500 habitants, le conseil municipal compte 19 membres.

### Liste des maires
Maire de 1802 à 1807 : J. B. Herbet,.
| Période                                  | Période   | Identité                  | Étiquette | Qualité                  |
| ---------------------------------------- | --------- | ------------------------- | --------- | ------------------------ |
| Les données manquantes sont à compléter. |           |                           |           |                          |
| 1947                                     | 1950      | Alfred Bontemps           |           |                          |
| 1950                                     | 1953      | Anatole Lemaire           |           |                          |
| 1953                                     | 1960      | Jean Quennesson           |           |                          |
| 1960                                     | mars 1971 | Raymond Bontemps          |           |                          |
| mars 1971                                | mars 1977 | Victoire-François Guégain |           |                          |
| mars 1977                                | mars 2001 | Lionel Bricout            |           | Fabricant de textiles    |
| mars 2001                                | mars 2008 | Michel Lasseron           | DVD       |                          |
| mars 2008                                | mai 2020  | Jean-Paul Cailliez        | DVD       | Retraité                 |
| mai 2020                                 | En cours  | Patrice Quévreux,         | DVD       | Artisan brodeur retraité |

### Tendances politiques et résultats
Au premier tour de l'élection présidentielle de 2012, les quatre candidats arrivés en tête à Villers-Outréaux sont Nicolas Sarkozy (UMP, 33,66 %), Marine Le Pen (FN, 30,74 %), François Hollande (PS, 14,40 %) et Jean-Luc Mélenchon (Front de gauche, 8,17 %) avec un taux de participation de 78,67 %.
Au deuxième tour des élections législatives de 2012, 78,15 % des électeurs de Villers-Outréaux ont voté pour François-Xavier Villain (divers droite) (57,63 % dans la 18e circonscription du Nord), 21,85 % pour Martine Filleul (PS) (42,37 % dans la circonscription), avec un taux de participation de 52,21 % à Villers-Outréaux et de 55,61 % dans la circonscription.
Au deuxième tour des élections régionales de 2010, 26,34 % des suffrages exprimés sont allés à la liste conduite par Daniel Percheron (PS), 42,90 % à celle de Valérie Létard (UMP), et 30,76 % à la liste FN de Marine Le Pen, pour un taux de participation de 47,75 %.
Aux élections européennes de 2009, les deux meilleurs scores à Villers-Outréaux étaient ceux de la liste de la majorité présidentielle conduite par Dominique Riquet, qui a obtenu 245 suffrages soit 45,79 % des suffrages exprimés (département du Nord 24,57 %), et de la liste du Front national conduite par Marine Le Pen, qui a obtenu 74 suffrages soit 13,83 % des suffrages exprimés (département du Nord 9,66 %), pour un taux de participation de 35,43 %.

### Instances judiciaires et administratives
La commune de Vendegies-sur-Écaillon est dans le ressort de la cour d'appel de Douai, du tribunal de grande instance, du tribunal d'instance et du conseil de prud'hommes de Cambrai, et à la suite de la réforme de la carte judiciaire engagée en 2007, du tribunal de commerce de Douai.

### Politique environnementale
La protection et la mise en valeur de l'environnement font partie des compétences de la communauté de communes du Caudrésis - Catésis. Ses « brigades vertes » interviennent sur le territoire de l'ensemble des communes pour la création et l'entretien des espaces verts, l'aménagement de l'espace rural, les plantations et l'abattage d'arbres.

### Jumelages
En novembre 2015, Villers-Outréaux n'est jumelée avec aucune autre commune.

## Population et société

### Démographie

#### Évolution démographique
L'évolution du nombre d'habitants est connue à travers les recensements de la population effectués dans la commune depuis 1793. Pour les communes de moins de 10 000 habitants, une enquête de recensement portant sur toute la population est réalisée tous les cinq ans, les populations de référence des années intermédiaires étant quant à elles estimées par interpolation ou extrapolation. Pour la commune, le premier recensement exhaustif entrant dans le cadre du nouveau dispositif a été réalisé en 2008.

En 2022, la commune comptait 2 137 habitants, en évolution de +2,2 % par rapport à 2016 (Nord : +0,51 %, France hors Mayotte : +2,11 %).
| 1793  | 1800  | 1806  | 1821  | 1831  | 1836  | 1841  | 1846  | 1851  |
| ----- | ----- | ----- | ----- | ----- | ----- | ----- | ----- | ----- |
| 2 100 | 2 128 | 2 321 | 2 247 | 2 438 | 2 568 | 2 594 | 2 726 | 2 624 |

| 1856  | 1861  | 1866  | 1872  | 1876  | 1881  | 1886  | 1891  | 1896  |
| ----- | ----- | ----- | ----- | ----- | ----- | ----- | ----- | ----- |
| 2 751 | 2 856 | 2 958 | 2 977 | 3 051 | 2 967 | 2 915 | 2 877 | 2 812 |

| 1901  | 1906  | 1911  | 1921  | 1926  | 1931  | 1936  | 1946  | 1954  |
| ----- | ----- | ----- | ----- | ----- | ----- | ----- | ----- | ----- |
| 2 844 | 2 932 | 3 070 | 2 197 | 2 458 | 2 316 | 2 260 | 2 155 | 2 251 |

| 1962  | 1968  | 1975  | 1982  | 1990  | 1999  | 2006  | 2008  | 2013  |
| ----- | ----- | ----- | ----- | ----- | ----- | ----- | ----- | ----- |
| 2 420 | 2 533 | 2 714 | 2 576 | 2 421 | 2 184 | 2 167 | 2 162 | 2 091 |

| 2018  | 2022  | - | - | - | - | - | - | - |
| ----- | ----- | - | - | - | - | - | - | - |
| 2 129 | 2 137 | - | - | - | - | - | - | - |

#### Pyramide des âges
La population de la commune est relativement jeune.
En 2018, le taux de personnes d'un âge inférieur à 30 ans s'élève à 35,7 %, soit en dessous de la moyenne départementale (39,5 %). À l'inverse, le taux de personnes d'âge supérieur à 60 ans est de 27,6 % la même année, alors qu'il est de 22,5 % au niveau départemental.
En 2018, la commune comptait 1 058 hommes pour 1 071 femmes, soit un taux de 50,31 % de femmes, légèrement inférieur au taux départemental (51,77 %).
Les pyramides des âges de la commune et du département s'établissent comme suit.
| Hommes | Classe d’âge | Femmes |
| ------ | ------------ | ------ |
| 0,2    | 90 ou +      | 1,0    |
| 6,1    | 75-89 ans    | 9,7    |
| 18,0   | 60-74 ans    | 20,2   |
| 20,8   | 45-59 ans    | 17,8   |
| 16,6   | 30-44 ans    | 18,0   |
| 17,5   | 15-29 ans    | 12,6   |
| 20,8   | 0-14 ans     | 20,6   |

| Hommes | Classe d’âge | Femmes |
| ------ | ------------ | ------ |
| 0,5    | 90 ou +      | 1,4    |
| 5,3    | 75-89 ans    | 8,1    |
| 14,8   | 60-74 ans    | 16,2   |
| 19,1   | 45-59 ans    | 18,4   |
| 19,5   | 30-44 ans    | 18,7   |
| 20,7   | 15-29 ans    | 19,1   |
| 20,2   | 0-14 ans     | 18     |

### Enseignement
Villers-Outréaux est située dans l'académie de Lille et de la circonscription de Cambrai sud. La commune gère trois écoles : l'école Pasteur pour les classes maternelles, l'école Jean-Moulin pour les CP, CE1 et CE2, et l'école Victor-Hugo pour les CM1, CM2, et la classe CLIS,. Les élèves de la commune relèvent du collège François-Villon de Walincourt-Selvigny.
Le collège Saint-Joseph est un établissement privé.

### Santé
Parmi les professions de santé à Villers-Outréaux on compte deux médecins généralistes, un pédicure-podologue, un kinésithérapeute et trois infirmières. La commune dispose également d'une pharmacie.
Les hôpitaux les plus proches sont à Cambrai et Saint-Quentin.

### Sports
La commune dispose d'un complexe multisports comprenant un terrain de football, un plateau multisports, une salle de sports.
L'équipe de football l'ES Villers-Outréaux réalise l'exploit pour une équipe de district d'atteindre le 8e tour de la coupe de France 2012, et devra affronter pour ce même tour, Créteil jouant en national (3e division française). Cet exploit fut réalisable car le « petit poucet » de la coupe élimina une équipe de division d'honneur (6e division) au tour précédent.

### Cultes
Les Villersois disposent d'un lieu de culte catholique, l'église Saint Martin. Cette église dépend de la paroisse « Sainte Anne en Cambrésis » rattachée à l'archidiocèse de Cambrai.

## Économie

### Revenus de la population et fiscalité
En 2010, le revenu fiscal médian par ménage était de 22 641 €, ce qui plaçait Villers-Outréaux au 27 023e rang parmi les 31 525 communes de plus de 39 ménages en métropole.

### Emploi
Villers-Outréaux se trouve dans le bassin d'emploi du Cambrésis. L'agence Pôle emploi pour la recherche d'emploi la plus proche est localisée à Caudry.
En 2009, la population âgée de 15 à 64 ans s'élevait à 1 370 personnes, parmi lesquelles on comptait 67,8 % d'actifs dont 55,7 % ayant un emploi et 12,1 % de chômeurs.
On comptait 743 emplois dans la zone d'emploi, contre 1 074 en 1999. Le nombre d'actifs ayant un emploi résidant dans la zone d'emploi étant de 769, l'indicateur de concentration d'emploi est de 96,5 %, ce qui signifie que la zone d'emploi offre un peu moins d'un emploi par habitant actif.

### Entreprises et commerces
Au 31 décembre 2010, Villers-Outréaux comptait 201 établissements : 17 dans l'agriculture-sylviculture-pêche, 64 dans l'industrie, 9 dans la construction, 86 dans le commerce-transports-services divers et 25 étaient relatifs au secteur administratif.
En 2011, 7 entreprises ont été créées à Villers-Outréaux, dont 4 par des autoentrepreneurs.
Les entreprises principales de Villers-Outréaux sont des ateliers de broderies ainsi qu'un Intermarché.

## Culture et patrimoine

### Lieux et monuments
- L'église Saint Martin date des XVe siècle pour le chœur et la nef centrale, XVIe siècle pour le clocher et XVIIe siècle pour les nefs latérales. Elle contient plusieurs pierres tombales, dont celles d'un prêtre et d'un chevalier[51].
- Le kiosque à musique en briques et en pierre, sur la place du village, date de 1930. Il a été restauré en 1992.
- Le calvaire construit en 1860 remplace un calvaire en bois, qui avait été béni par l'archevêque Fénelon).
- Le moulin de pierre en grande partie détruit par une attaque allemande en 1917, en cours de restauration en 2012.
- La maison de la broderie, syndicat d'initiative, retrace l'histoire de la broderie à Villers-Outréaux et présente des broderies des XIXe et XXe siècles faites dans la région ainsi qu'un ancien métier à broder, d'autres machines utilisées pour la broderie, et la géante Pénélope.
- Le cimetière militaire britannique Moulin de Pierre situé route de Lesdain.
- Le monument aux morts érigé en 1923 sur la place de la Victoire. Il est surmonté de la statue La Victoire en chantant, réalisée par Charles Édouard Richefeu.

## Galerie

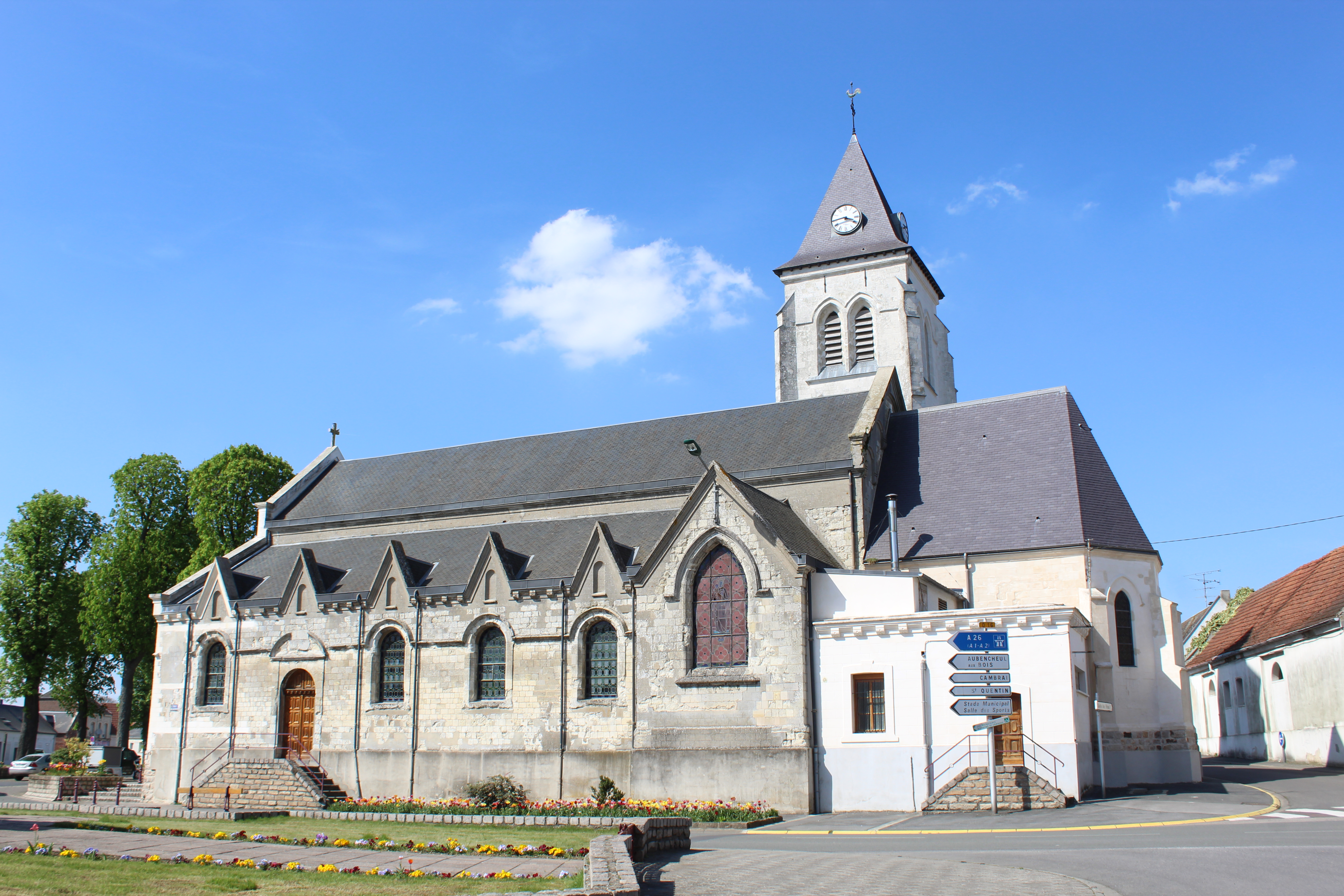
L'église.
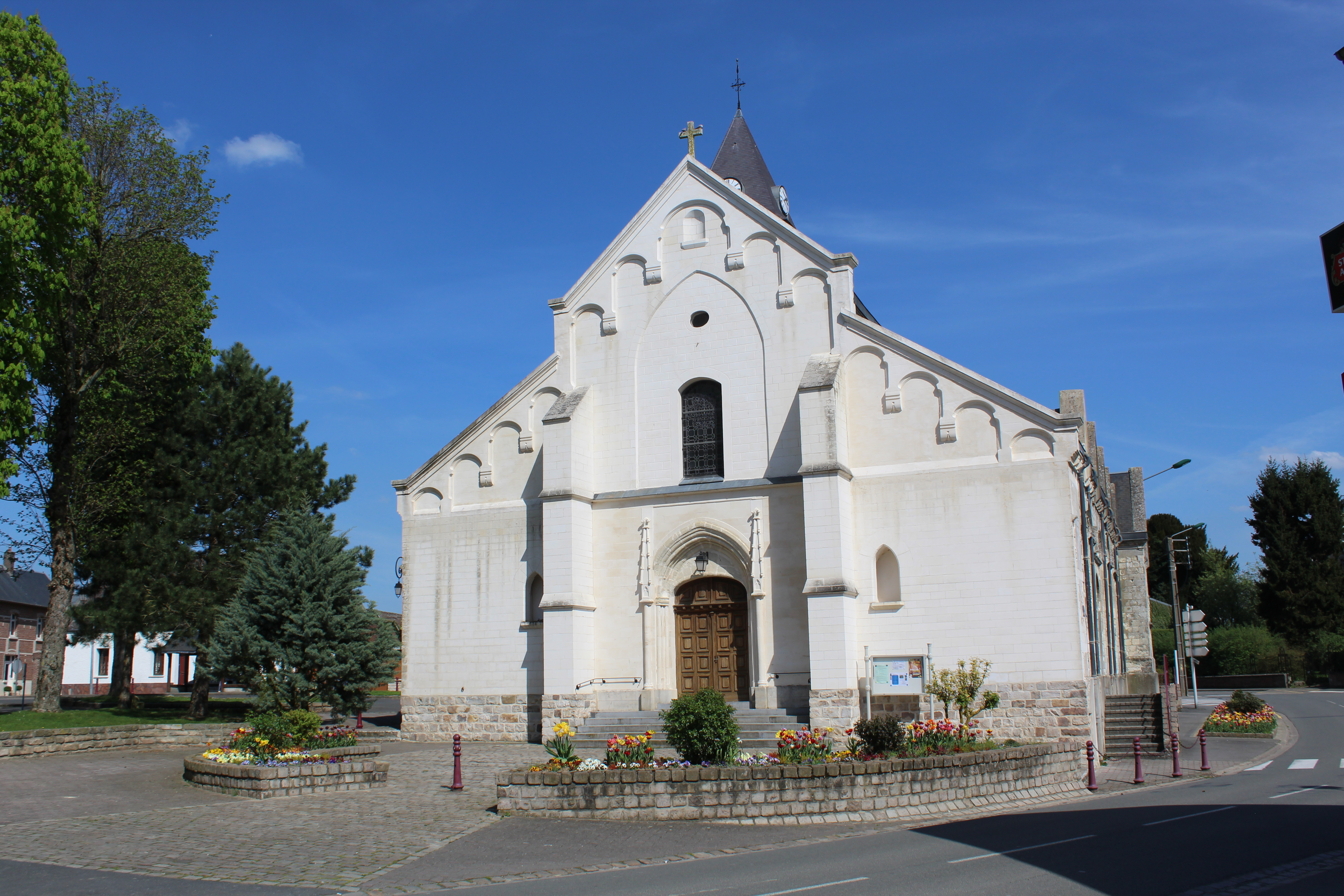
La façade de l'église.
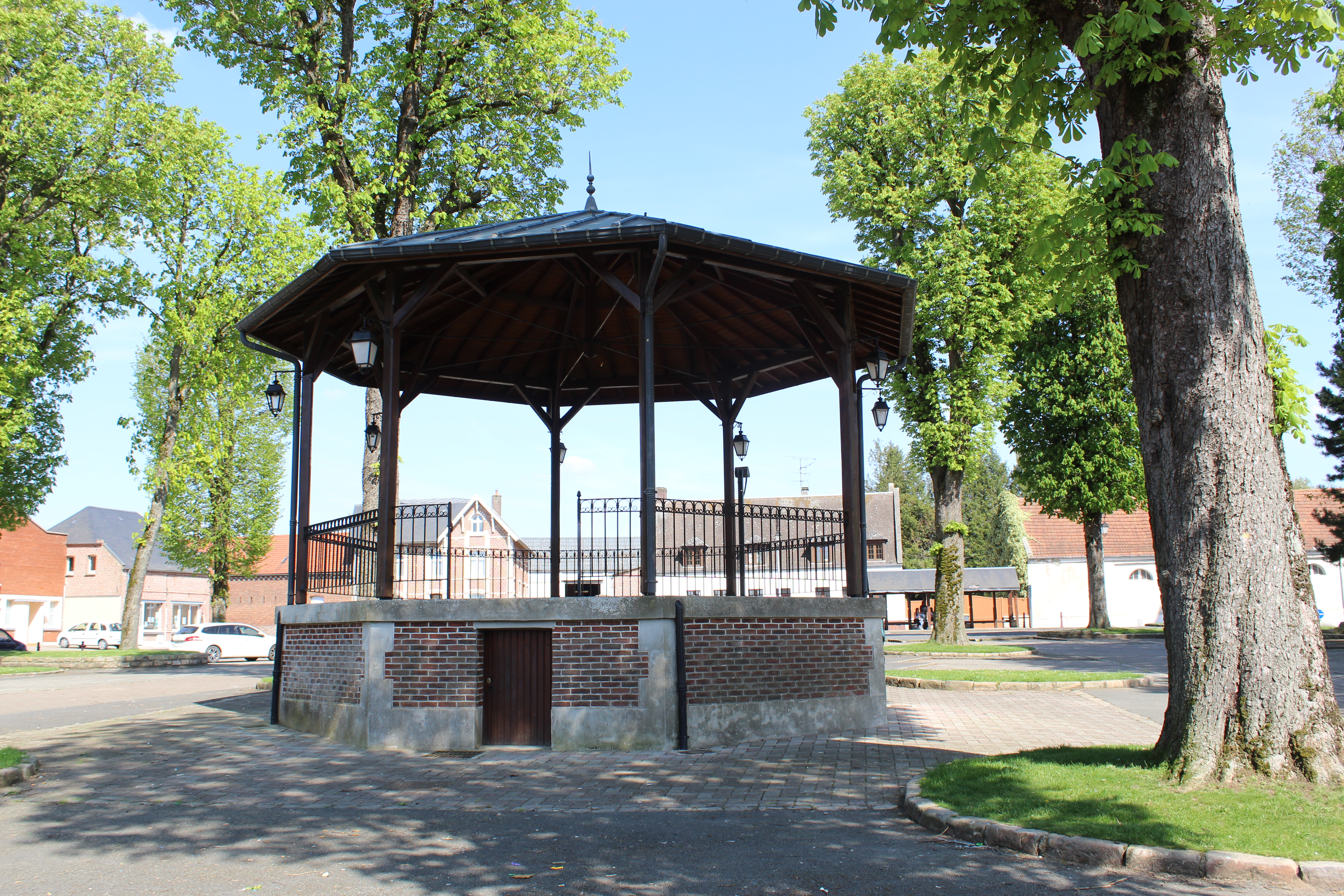
Le kiosque.
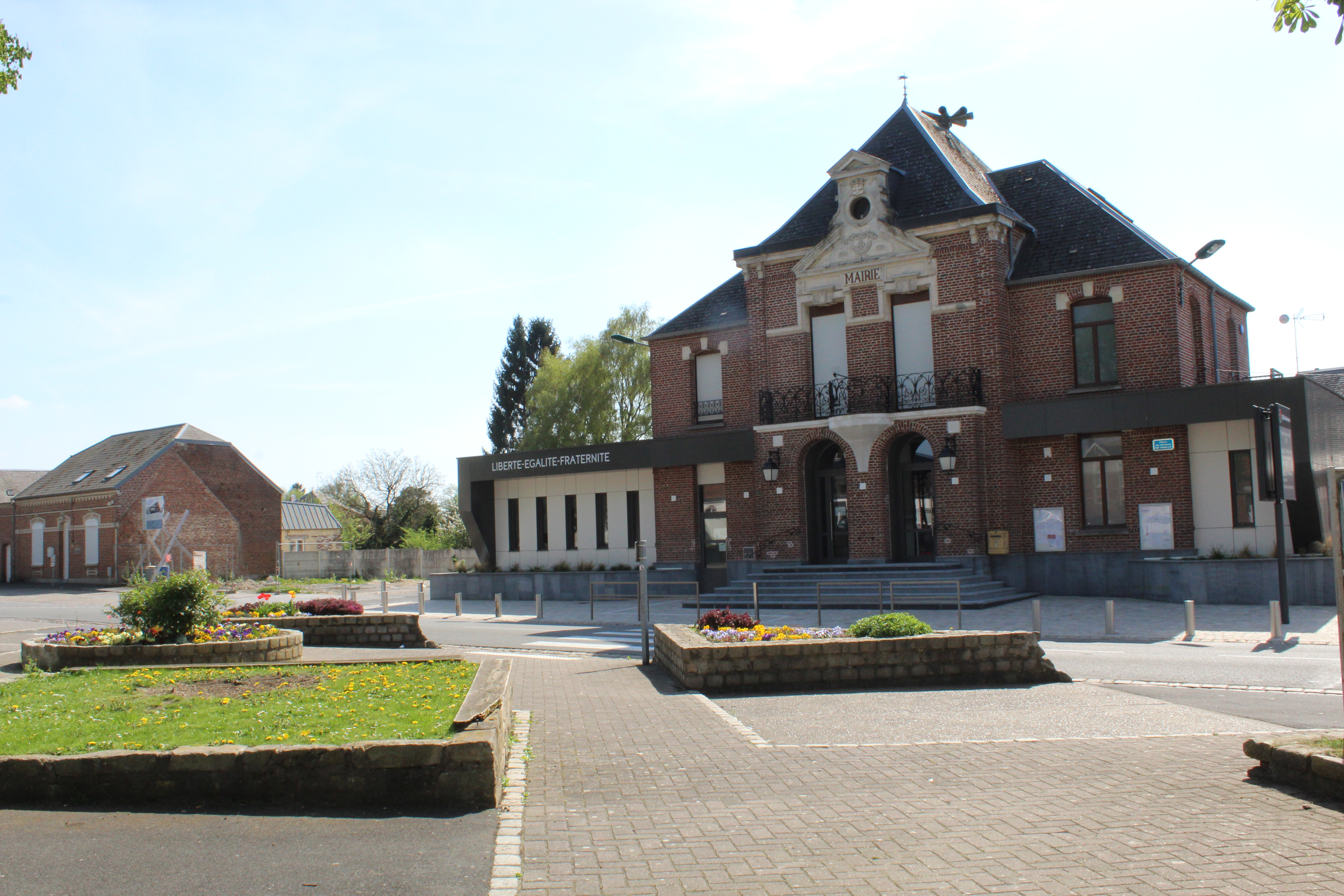
La mairie.
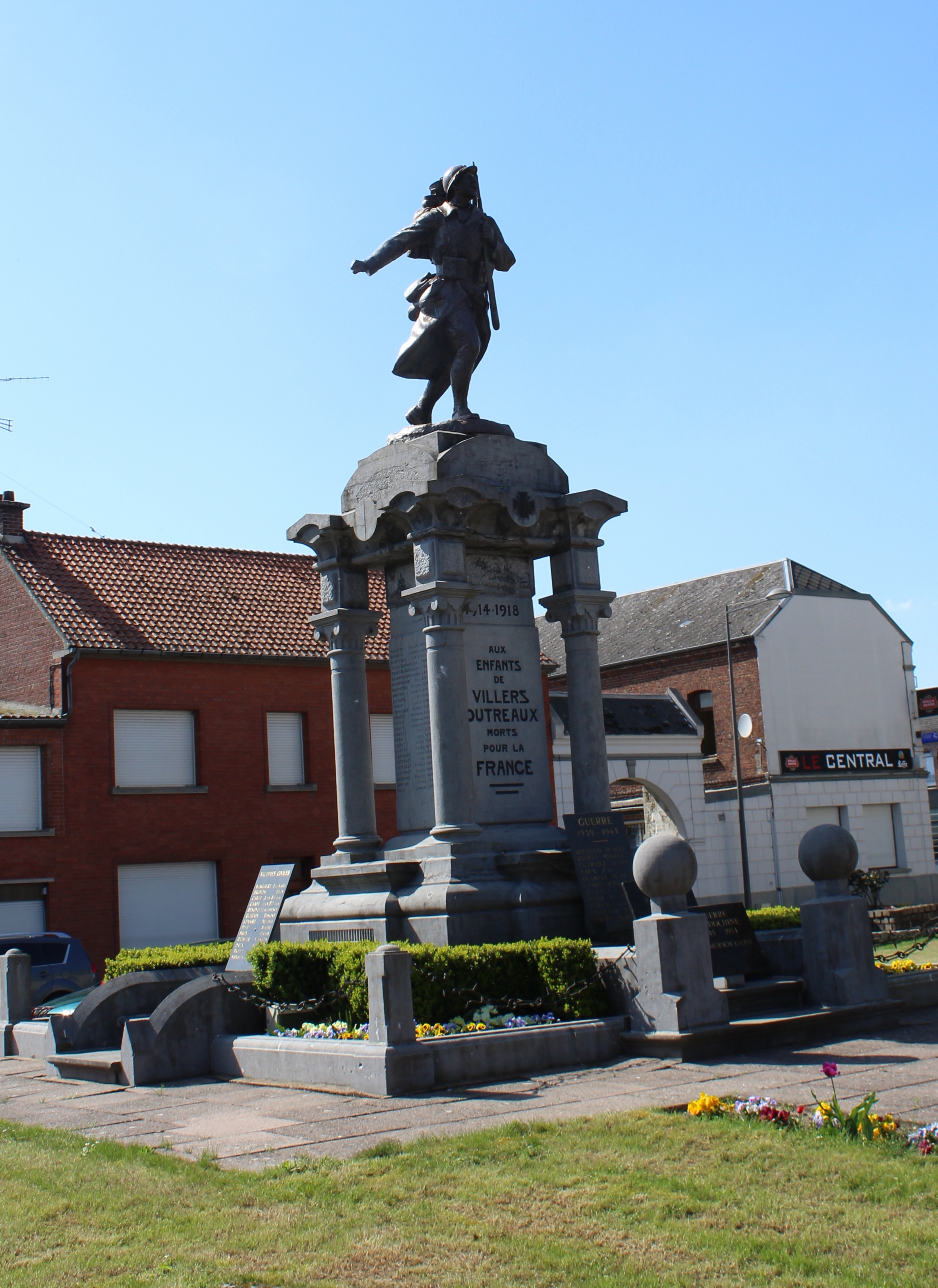
Le Monument aux morts.
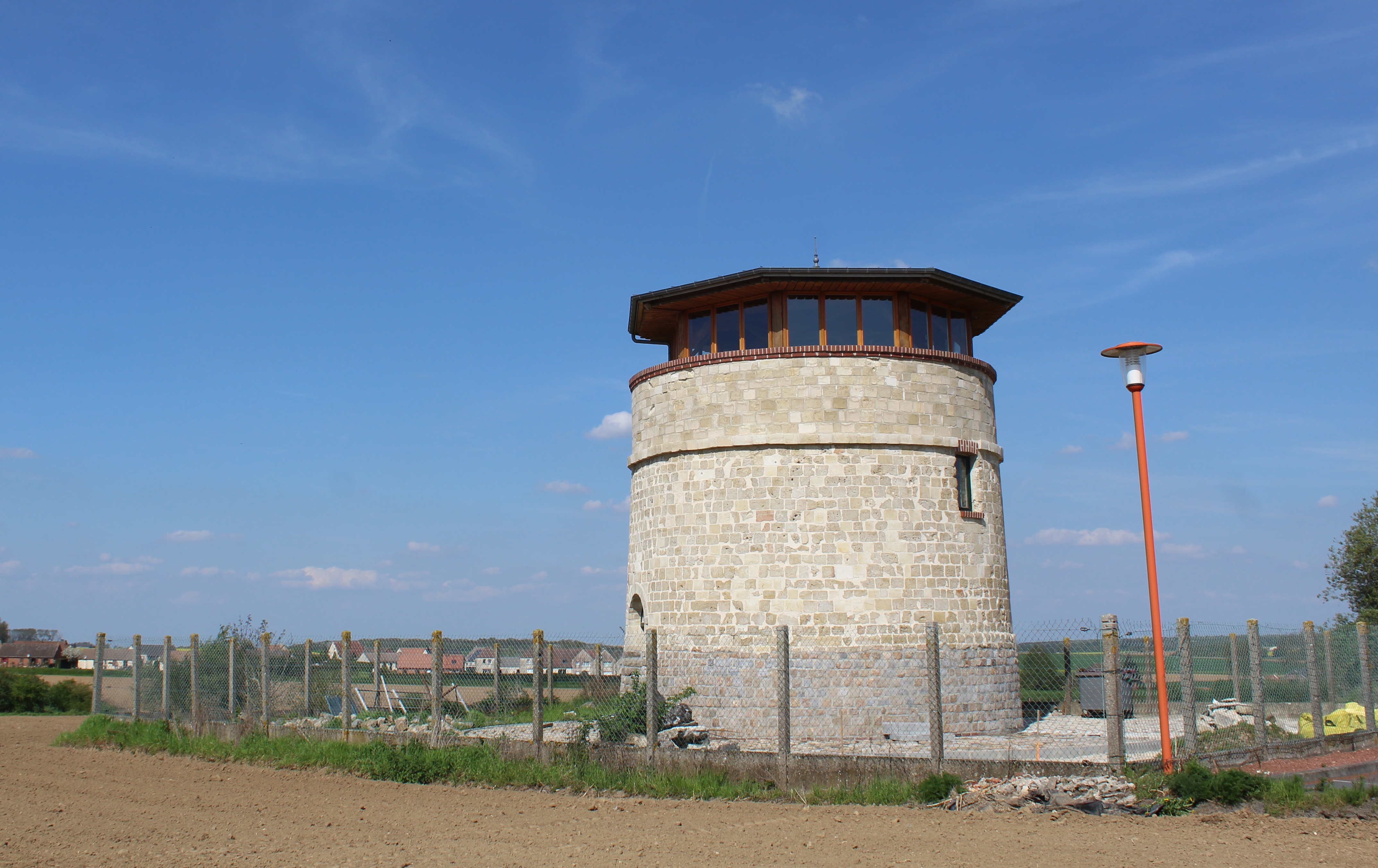
Le moulin de pierre restauré.

### Activités associatives, culturelles, festives et sportives

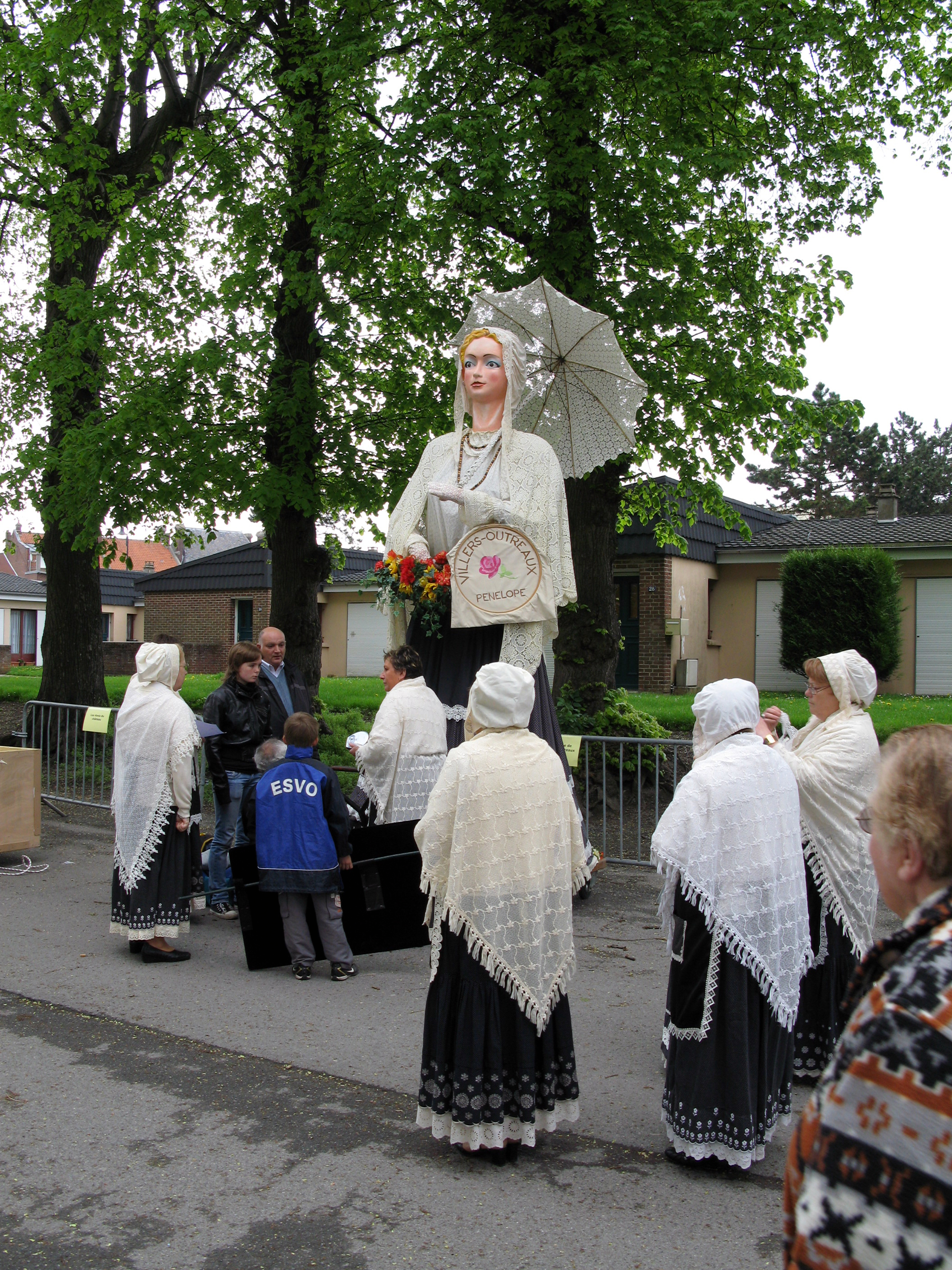
Pénélope et quelques-unes de ses accompagnatrices attendent le départ de la parade à Ham (Somme) en avril 2009.

La ville est représentée par la géante Pénélope, représentante de la broderie, activité principale de la commune. Sous la responsabilité de l'association « Les Amis de Pénélope », elle accompagne d'autres géants lors des fêtes ou manifestations festives dans d'autres villes de la région. Elle se distingue surtout par sa belle ombrelle brodée. Pénélope est visible à la maison de la broderie de la commune,.

### Personnalités liées à la commune
Sulpice Dewez (1904-1974), homme politique et syndicaliste français né dans la commune.

### Héraldique
| Armes de Villers-Outréaux | Les armes de la commune de Villers-Outréaux se blasonnent ainsi : De gueules à la croix dentelée d'or.[réf. nécessaire] |

## Pour approfondir